# کریستین دیمیتروف
کریستین دیمیتروف (بلغاری: Кристиан Трайчев Димитров؛ زادهٔ ۲۷ فوریهٔ ۱۹۹۷) بازیکن فوتبال اهل بلغارستان است.
از باشگاه‌هایی که در آن بازی کرده است می‌توان به باشگاه فوتبال هایدوک اسپلیت، باشگاه فوتبال بوتو پلوودیو، و باشگاه فوتبال سی‌اف‌آر کلوژ اشاره کرد.
وی همچنین در تیم‌ ملی فوتبال  بلغارستان بازی کرده است.